# Jægergården
56°8′55.31″N 10°12′27.03″Ø / 56.1486972°N 10.2075083°Ø
Jægergården var en gård opført som skyttehus i 1724 under herregården Marselisborg i Aarhus. Flere ombygninger gennem årene. Nedrevet 1910.
Jægergården lå i den østlige ende af Jægergårdsvej, nu Jægergårdsgade). Den har fået navn efter Jægergården.
I næsten 200 år førte Jægergården en omtumlet tilværelse. Den har været skovriderbolig, traktørsted, værtshus, hjemsted for Kronprindsens Klub og funktionærbolig. I en kort periode midt i 1800-tallet blev den indrettet som koleralazaret og var i flere år stiftamtmandsbolig og -kontor.
Fra 1885 var den administrationsbygning for Danske Statsbaner (DSB), indtil den i 1910 blev nedrevet for at give plads til DSB's Centralværksteder.

## Ejere og beboere
Til Jægergården har været knyttet flere kendte ejere og beboere: lensbaron Frederik Julius Christian Güldencrone, sagfører Casper P.R. Ingerslev, stiftamtmændene Carl Gustav Rosenørn og Jens Andreas Graah, kammerherre Wichfeldt, købmand Andreas Malling samt storkøbmand og landstingsformand Mads Pagh Bruun, der i Aarhus har lagt navn til M.P. Bruuns Gade og butikscentret Bruuns galleri.

## Den nye Jægergården
I 2000 opførte Aarhus Kommune en ny administrationsbygning på samme grund, som den den gamle gård havde ligget på. Den har genantaget navnet Jægergården. Nuværende postadresse er: Værkmestergade 15, Aarhus C.
Den nye Jægergården er opført af NCC Rasmussen og Schiøtz sammen med rådgivende arkitektfirma 3xNielsen og rådgivende ingeniørfirma Rambøll. Byggeriet blev påbegyndt 15. oktober 1999 med første spadestik 26. oktober 1999. Afleveret klar til indflytning 14. december 2000. Indviet 9. marts 2001.
Jægergården er opført som et anneks til Aarhus Rådhus, et arkitektonisk ikon som interiøret i Jægergården er inspireret af. Bygningen har et grundareal på 13.500 m² med et omfang på 60x72 m. Den rummer ca. 450 kontorer på fem etager med i alt 18 torve i hjørnerne. Husets centrale hal har en rumhøjde på 17 meter og i alt 175 m gelændere. Væggene er beklædt med ahorn og gulvet er i ask. På hallens sydlige endevæg er et kæmpemaleri af kunstneren Lise Malinowsky. De fleste af husets ydervægge er beklædt med blå-grønne glasplader (ca. 1400 i alt), hvoraf 420 er udsmykket med silketryk med motiver fra alfabetets bogstaver, såkaldte kalligrammer. Motiverne er udarbejdet af designer og arkitekt Finn Sködt.